# 全国高校生徒会大会
全国高校生徒会大会（ぜんこくこうこうせいとかいたいかい、英語: National Student Council Congress、略称：NSCC）は、日本全国の生徒会役員有志によって組織される実行委員会が主催する生徒会活動に関する意見交換・討論会である。

## 概要
その流れを日本全国に波及させることを目的として2013年1月に全国高校生徒会大会実行委員会が組織され、同年3月に全国高校生徒会大会が参議院議員会館で開催された。また、2016年3月の第4回全国高校生徒会大会では東日本大震災の被災地に対する復興支援も議題となった。